# 岐阜城

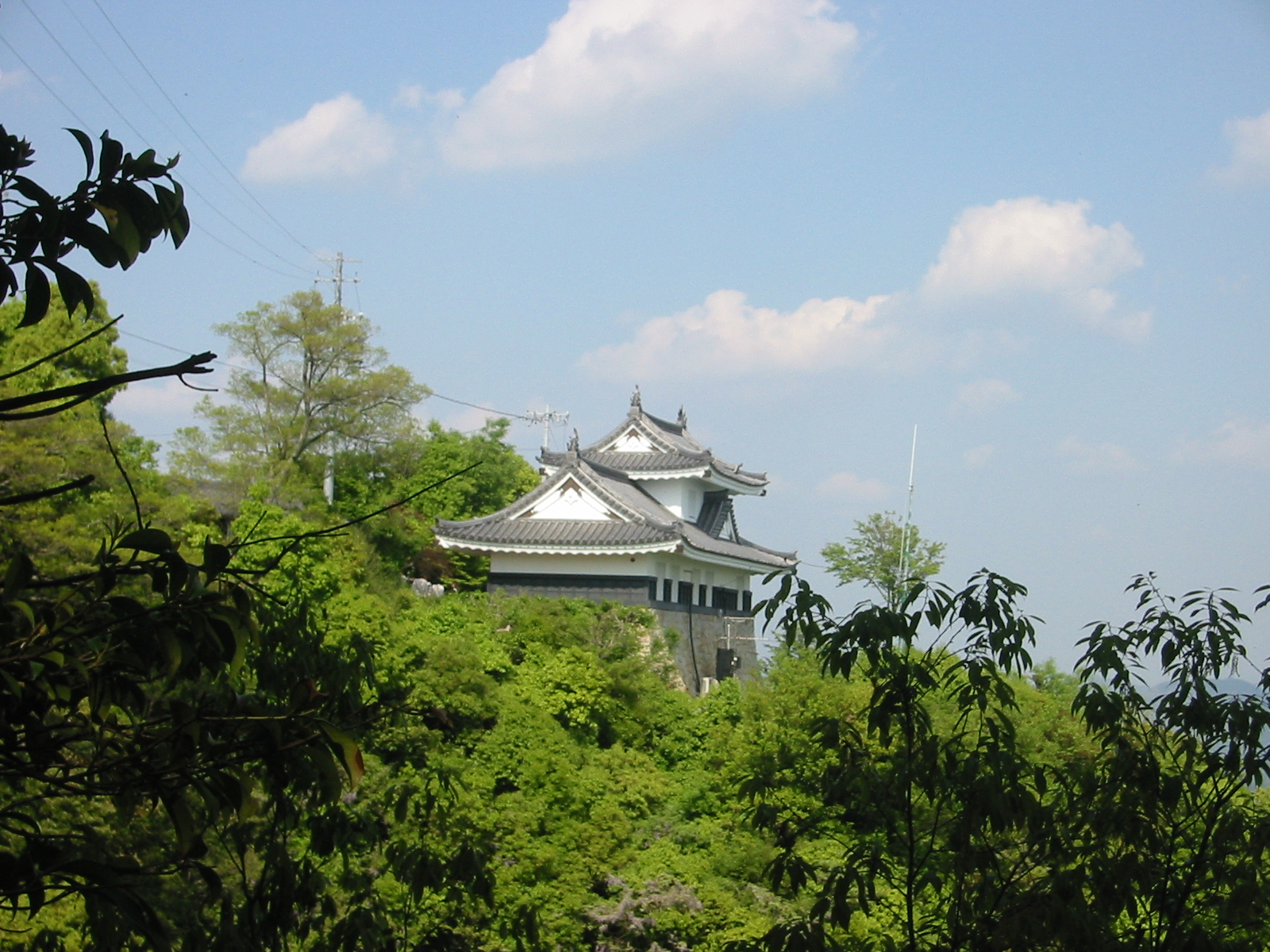
岐阜城資料館

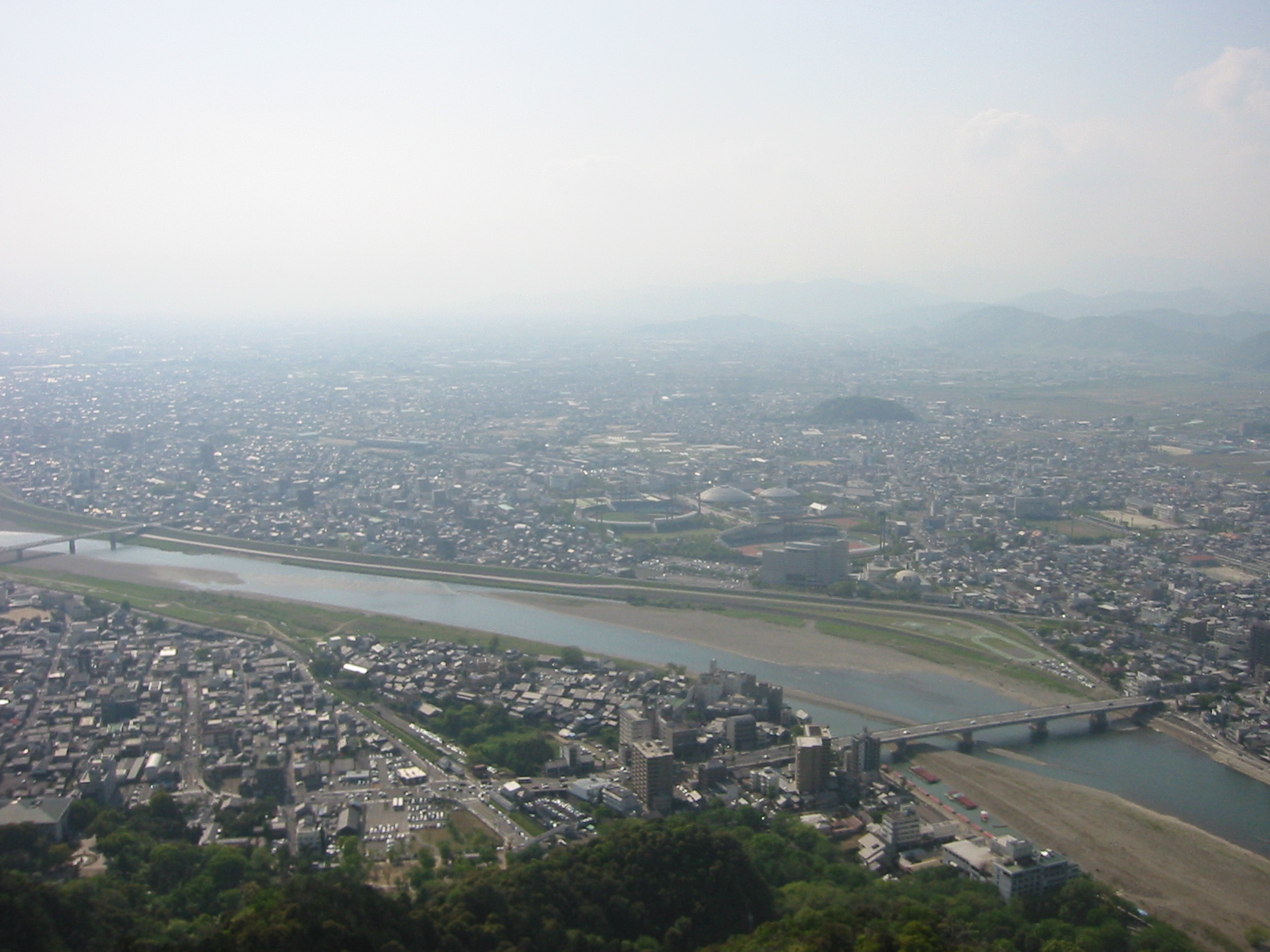
從城眺望的歧阜市街

岐阜城是位於美濃國井之口（今岐阜縣岐阜市）的一座日式城堡。在織田信長統治該城之前，稱為稻葉山城。

## 歷史
在1201年，二階堂行政在金華山山頂築城，不過在二階堂行藤死後，第一次被廢城。1460年由齋藤利永將城堡復築，後來成為了齋藤氏的領地。1567年當織田信長攻陷稻葉山城後，從「周之文王定點岐山」（阜是山的意思），改名為岐阜城。織田信長以此為居城期間，這裡是織田政權統治的中心。1576年，信長遷居安土城，城池交由織田政權新家督織田信忠經營。1582年，信長、信忠父子於本能寺之變被殺害後，岐阜城曾經被明智光秀的部屬和織田信孝佔據。該城在賤岳之戰後，被豐臣秀吉的勢力完全壓制，之後由秀吉的部下池田輝政所領。

## 拆卸
1600年關原之戰爆發前，東軍攻陷西軍的織田秀信的岐阜城。戰後，德川家康決定廢城，新的大名奧平信昌以岐阜城的櫓和天守築起加納城，在1910年再次築城，但在1943年被燒毀，第二次築起的時間為1956年。

## 天守
在信長為城主的時代，建造了一座天主，後來改名為天守。岐阜城被廢後，天守遷築至加納城，1728年因閃電被燒毀。

## 構造
山城。对京都来说，是位于东面的重要据点，雖然以難攻不落的名城而聞名，实际上卻曾有七次被攻陷的历史記錄。山頂上平坦面積小，井中的储蓄水来源為雨水，因此在面對戰國末期用人海围城的长期戰事本质上是極為不利。
在织田信长时代，山顶是信长家族和人质生活的地方，这在1569年（永禄12年）来到岐阜的传教士路易斯·弗罗伊斯的书信中有所记录。
岐阜城跟小牧城、安土城一样，从城下町看去是非常优美的景观。該城的构造可以追溯到斋藤道三的时代，自信長入主該城後，它就不再是一座用於戰爭的城，而是作為城主的居所，一座展現統治者威嚴與權威的城。